# Spanische Verfassung von 1845
Die Spanische Verfassung von 1845 war eine geänderte Fassung der  Spanischen Verfassung von 1837 durch die dem König mehr Rechte einräumt wurden.

## Entwicklung der Verfassung
Im November 1843 wurde die  13-jährige Königin  Isabella II. für volljährig erklärt. Im Mai 1844 wurde der Führer der Moderados Ramón María Narváez zum Ministerpräsidenten ernannt. Eine seiner ersten Maßnahmen war die Ausarbeitung einer neuen Verfassung. Die Cortes wurden aufgelöst und neue Cortes gewählt. Die neu gewählten Cortes beschlossen am 23. Mai 1845 die neue Verfassung.
Im Jahr 1852 wurde Juan Bravo Murillo zum Ministerpräsidenten ernannt. Er verfolgte das Projekt einer  reaktionären,  absolutistischen Verfassung.  Zu diesem Zweck veranlasste er die Königin am 1. Dezember 1852 die Cortes aufzulösen. Das neu gewählte Parlament trat zwar am 1. März 1853 zusammen, wurde aber bereits im April beurlaubt. Zur Abstimmung über eine neue Verfassung kam es auch in der Sitzungsperiode 1854 nicht.
Im Jahr 1854 wurde, nach einem Pronunciamiento Leopoldo O’Donnells, Baldomero Espartero zum Ministerpräsidenten ernannt.  Auch die neue  progressistische Regierung strebte eine neue Verfassung an, allerdings mit einer gegensätzlichen Zielrichtung als die Bravo Murillos. Daher wurde am 11. August eine Verfassunggebende Versammlung einberufen. Es handelte sich hierbei, im Gegensatz zu den Vorschriften der geltenden Verfassung von 1845 um ein Parlament mit nur einer Kammer, das nach den Regeln der Wahlordnung vom 20. Juli 1837 gewählt wurde. Die Versammlung tagte vom November 1854 bis zum Juli 1855 und erneut vom Oktober 1855 bis zum Juli 1856. Im Juli beendete Leopoldo O’Donnell, wieder durch ein Pronunciamiento, die Regierung der Progressistas und übernahm kurze Zeit selber den Posten des Ministerpräsidenten.  Die Verfassunggebende Versammlung wurde durch ein Königliches Dekret vom 2. September 1856 aufgelöst, ohne dass die neue Verfassung verkündet wurde.
Am 15. September 1856 wurde die Verfassung von 1845, mit einem Zusatz versehen, wieder als gültige Verfassung anerkannt. Mit dem Königlichen Dekret vom 14. Oktober 1856 wurde der Zusatz wieder abgeschafft.
Im Juli 1857 wurde die Verfassung von 1845 durch Beschluss der Cortes geändert. Auch diese Änderung wurde am 20. April 1864  wieder rückgängig gemacht. Die Verfassung von 1845 war daher in der Zeit von 1864 bis zur Verkündung der neuen Verfassung 1869 wieder in ihrer Originalfassung gültig. Nachdem Königin  Isabella II. im  September 1868 nach Frankreich ins Exil gegangen war, wurde eine Verfassunggebende Versammlung einberufen, die eine neue Verfassung beschloss, die am 6. Juni 1869 verkündet wurde. Spätestens zu diesem Zeitpunkt war die Verfassung von 1845 außer Kraft gesetzt.

## Inhalt

### Deklaratorischer Teil
In der Präambel wird darauf hingewiesen, dass es der Wille der Königin  Isabella II. und der Cortes gewesen sei, die Verfassung von 1837 den gegenwärtigen Notwendigkeiten und den alten Freiheiten anzupassen. Ein ausdrücklicher Hinweis auf die Volkssouveränität wurde vermieden. Aus der Präambel und dem Artikel 12 ergibt sich, dass von einer gemeinsamen Souveränität von König und Cortes ausgegangen wurde.
Die Gewährung der Rechte im Abschnitt Von den Spaniern ähnelt dem in der Verfassung von 1837. Eine Änderung wurde allerdings bei der Aussage über die Religion vorgenommen. Die katholische, apostolische, römische Religion ist die Religion der Spanischen Nation. Der Staat ist verpflichtet, den Gottesdienst und die Diener der Kirche zu unterhalten. 

### Organisatorischer Teil
Die Cortes bestanden aus zwei gleichberechtigten  Kammern, dem Senat und dem Kongress. Der König konnte eine unbegrenzte Zahl von Personen, die eines der in der Verfassung aufgeführten Ämter bekleideten oder bekleidet hatten oder dem  Hochadel angehörten, zu Senatoren auf Lebenszeit ernennen. Die Kongressabgeordneten sollten in direkter Wahl in Wahlbezirken gewählt werden. Ein  Zensus sollte in den Wahlgesetzen festgelegt werden. Das Wahlgesetz vom März 1846 führte dazu, dass etwa 1 % der Bevölkerung wahlberechtigt war. Es gab keine festgelegten Sitzungsperioden, aber die Cortes mussten einmal pro Jahr einberufen werden. Die Wahlperiode betrug fünf Jahre. Der König berief die Cortes ein und konnte sie beurlauben oder auflösen. Bei Auflösung der Cortes mussten neue Cortes innerhalb der nächsten drei Monate einberufen werden. Der Kongress wählte seinen Präsidenten selbst. Der Senatspräsident wurde vom König bestimmt. Beide Kammern des Parlaments und der König hatten das Initiativrecht. Der König hatte bei der Verkündung von Gesetzen ein absolutes Vetorecht. Dem König stand es frei, die Minister zu ernennen und zu entlassen. Der König bestimmte und ernannte  die hohen Staatsbeamten und Richter. Die Verfassung sieht keine Schwurgerichte mehr vor. Auch die Provinzialmilizen sind in der Verfassung von 1845 nicht mehr genannt. Bezüglich der Provinz- und Stadtverwaltungen wird auf ein gesondertes Gesetz hingewiesen. Das Gleiche gilt für die Verwaltung der Überseeischen Provinzen.